# Jens Nørregaard (højskolemand)
 For alternative betydninger, se Jens Nørregård. (Se også artikler, som begynder med Jens Nørregård)
Jens Nørregaard (13. november 1838 i København – 8. april 1913 i Holte) var en dansk højskolemand. Han stiftede i 1866 Testrup Højskole sammen med Christoffer Baagø. Nørregaard var cand.theol. og officer.

## Ekstern henvisning/kilde
- Testrup Højskole/Historie Arkiveret 19. juni 2009 hos  Wayback Machine